# Sandars kommun
Sandars kommun (norska: Sandar kommune) var en kommun i Vestfold fylke i sydöstra Norge. Kommunen omfattade ett område i den södra delen av nuvarande Sandefjords kommun (landsbygden kring staden Sandefjord). Stadskommuen Sandefjord utgjorde en enklav då den var helt omsluten av kommunen. Orten Sande utgjorde kommunens centralort.

## Administrativ historik
Sandars kommun upprättades den 1 januari 1838 (som Sandeherred formannskapsdistrikt) när Formannskapslovene från 1837 trädde i kraft. 
Mellan 1889 och 1950 genomfördes ett antal gränsregleringar där olika områden successivt fördes över från Sandars kommun (Sandeherreds kommun) till den angränsande stadskommunen Sandefjord:
- 1 januari 1889: bebott område (318 invånare)
- 1931: bebott område (66 invånare)
- 1950: bebott område (226 invånare)

1932 bytte kommunen namn från Sandeherred till Sandar.
Den 1 januari 1968 gick Sandars kommun upp i Sandefjords kommun. Kommunens hade då 24 898 invånare, nästan fyra gånger så mycket som stadskommunen Sandefjord hade vid samma tillfälle.